# 旧蒂伦豪特
旧蒂伦豪特（荷蘭語：Oud-Turnhout，荷蘭語發音：[ˌʌuˈtʏr(ə)nɦʌut]）是比利时弗拉芒大區安特衛普省蒂倫豪特區的一个市镇，位于蒂伦豪特东侧，通行荷蘭語，是弗拉芒社群的一部分，面积38.80平方千米，人口13,977人（2020年1月1日）。